# BCE公司
BCE公司（BCE Inc.），全称加拿大貝爾企業公司（Bell Canada Enterprises Inc.），是加拿大魁北克凡尔登的一家控股公司。它于1983年通过企业重组成立，由加拿大贝尔、北电网络等公司组成。现在其收入主要来自三个子公司：加拿大贝尔、贝尔移动和贝尔传媒，三者占其总收入的80%以上。